# Rolf Pipping
Hugo Rudolf "Rolf" Pipping, född 1 juni 1889 i Kiel, Tyskland, död 7 december 1963 i Helsingfors, var en finlandssvensk språkvetare. 
Pipping blev filosofie doktor 1919 samt var professor i filologi och svenska språket vid Åbo Akademi 1928–1956 och rektor där 1936–1942.
Rolf Pipping var son till professor i svenska språket Knut Hugo Pipping och Anna Constance Westermark, gift den 12 december 1918 i Stockholm med Estrid Augusta Constance Jägerskiöld, dotter till zoologen Leonard Jägerskiöld. Han var far till Ulla Ehrenkrona (1919–2016), Knut Gunnar Pipping (1920–1997), Olof Runar Pipping (1923–1944) och Gunnar Hugo Leonard Pipping (1927–2015).
I sin filologiska forskning har Pipping bland annat ederat och publicerat studier kring Erikskrönikan. Han är även känd för att år 1912 ha myntat begreppet finlandssvensk. Tidsandan var i början på 1910-talet sådan att den svenskspråkiga befolkningen i Finland kände starkt behov  av att på ett adekvat sätt benämna sig själva. En namntävling utlystes i tidningen Studentbladet och Rolf Pippings förslag  finlandssvensk vann allmänt bifall. Vidare räknas också till Rolf Pippings förtjänst att ha 1938 myntat begreppet sakprosa.
Pipping utnämndes 1954 till hedersdoktor vid Göteborgs universitet.